# بحردن
بحردن (به ترکمنی: Bäherden، بأحردن) یک شهر و مرکز شهرستان در ترکمنستان است که در استان آخال واقع شده است.
این ناحیه مرکز شهرستان بحردن در جنوب‌غربی ترکمنستان است که در استان آخال قرار گرفته است. رشته‌کوه کپه‌داغ در جنوب آن قرار گرفته. بحردن در ناحیه جنوب‌غربی شهر آرچمان قرار گرفته است.

## تاریخچه
این شهرک در سال ۱۸۸۱ توسط ارتش امپراتوری روسیه فتح و به آن ضمیمه شد. در اواخر قرن نوزدهم، ۷۸۹ نفر جمعیت داشته است و دارای ایستگاهی در امتداد راه‌آهن ترانزیت خزر بود. این شهر مرکز اداری ناحیه باحاردن در جمهوری سوسیالیستی ترکمنستان شوروی بود در این شهر تعدادی کارخانه تولید شهر نیز ساخته شد. 
از سال ۲۰۰۳ تا سال ۲۰۱۸، نام این شهر، بهارلی (به ترکمنی: Baharly، باهارلیٛ) بود.